# Zabergan
Zabergan – chan protobułgarskich Kutigurów około połowy VI wieku.

## Najazd na Bizancjum w 551 roku
Źródła bizantyjskie po raz pierwszy wspominają Zabergana w związku z wielkim najazdem Słowian na ziemie Cesarstwa Bizantyjskiego w 550 i 551 roku, całkiem możliwe, że inspirowanego przez Bułgarów znad Morza Czarnego. Po spustoszeniu Tracji i zaatakowaniu „długich murów” broniących Konstantynopola Słowianie przezimowali na ziemiach Cesarstwa. Wiosną 551 roku wyruszyły z Konstantynopola przeciw najeźdźcom wojska bizantyjskie. W pobliżu Adrianopola natknęły się niespodziewanie na zagony słowiańskie i poniosły druzgoczącą klęskę. Konnica kutigurska, prawdopodobnie pod wodzą Zabergana, walcząca w tym czasie jako wojsko najemne w środkowej Europie na usługach Germanów, na wieść o klęsce Bizantyjczyków, przeprawiła się przez Dunaj pod Belgradem i zapuściła się aż po Filipopolis w Tracji. Bułgarzy wysłali też dwa podjazdy w kierunku Konstantynopola i Tesaloniki. Wobec takiego rozwoju wydarzeń stary cesarz Justynian I wyprawił posłów za Morze Czarne do sąsiadującego z Kutigurami od wschodu plemienia Utigurów. Wysłannicy na ręce ich wodza Sandala złożyli bogate dary: pieniądze i broń i namówili do najazdu na siedziby Kutigurów na zachodnim brzegu Donu. Ponieważ wojsko kutigurskie znajdowało się w Tracji opór dany przez tych, którzy pozostali w domu nie zdał się na wiele. Oddziały starców i niedorostków zostały zniesione, a kobiety, dzieci i stada bydła padły łupem najeźdźców. Na wieść o klęsce główne siły Kutigurów przeprawiły się w pośpiechu przez Dunaj, pozostawiając w Tracji znaczną część zdobyczy.
Przez siedem następnych lat trwały walki pomiędzy sąsiadującymi plemionami. W 558 roku Zabergan zawarł w końcu pokój z Utigurami, być może w wyniku ustąpienia czy śmierci Sandala. W następnym roku poprowadził wyprawę na Konstantynopol.

## Kolejny najazd w 559 roku
W marcu 559 roku przeprawiwszy się przez zamarznięty Dunaj dotarł do Tracji. Tam wojska, w skład których wchodzili też Słowianie podzielił na trzy grupy. Pierwsza przez Macedonię wtargnęła do Grecji i dotarła do Termopil, gdzie została powstrzymana po zaciętej obronie twierdzy przez garnizon grecki. Druga skierowała się na Chersonez Tracki (półwysep Gallipoli), chroniony murem zbudowanym wzdłuż przesmyku. Tym zadał dotkliwą klęskę młody wódz bizantyński Germanus. A kiedy próbowali przeprawić się przez zatokę na łodziach i tratwach zbudowanych z trzciny rosnącej w delcie Maricy, wysłał przeciw nim flotę okrętów handlowych i łodzi rybackich, która zniszczyła łodzie Kutigurów topiąc około 600 z nich. Najsilniejsza grupa pod wodzą Zabergana zaatakowała Konstantynopol. Bez trudu sforsowała uszkodzone przez trzęsienie ziemi „długie mury”. Wysłane przeciw Kutigurom pospiesznie zebrane oddziały milicji miejskiej i gwardii pałacowej zostały rozbite. W mieście zapanowała panika. Zabergan podszedł na odległość 30 kilometrów od stolicy. Cesarz Justynian zdecydował się szukać pomocy u swego dawnego pomocnika Belizariusza. Wyruszył on z miasta z nielicznymi oddziałami, które uzupełniał uzbrajając chłopskich uchodźców. Rozdzielił żołnierzy na wiele drobnych oddziałów i atakował tam gdzie się go najmniej spodziewano, dzięki czemu udało mu się zwabić Zabergana w zasadzkę i wytłuc jego 400 ludzi. Po tej porażce Zabergan wycofał się do swojego głównego obozu pod Arkadiopolis (Luleburgaz). W tym czasie cesarz przedsięwziął rozbudowę floty. Wiadomość o tym i związane z tym niebezpieczeństwo zablokowania odwrotu przez Dunaj skłoniło Zabergana do zawarcia pokoju z Cesarstwem na mocy którego Kutigurzy mieli być odprowadzeni pod eskortą do swego kraju i otrzymywać od Rzymian stałą subwencję pieniężną.
W tym samym roku na Zakaukaziu pojawili się Awarowie, którzy w ciągu kilku następnych lat mieli położyć kres potędze bułgarskich Kutigurów, podporządkowując ich sobie, a następnie przenosząc się z częścią plemienia na równinę panońską.